# Resolutie 911 Veiligheidsraad Verenigde Naties
Resolutie 911 van de VN-Veiligheidsraad werd unaniem goedgekeurd op 21 april 1994.

## Achtergrond
Na de hoogtijdagen onder het decennialange bestuur van William Tubman, die in 1971 overleed, greep Samuel Doe de macht. Zijn dictatoriale regime ontwrichtte de economie en er ontstonden rebellengroepen tegen zijn bewind, waaronder die van de latere president Charles Taylor. 
In 1989 leidde de situatie tot een burgeroorlog, waarin de president vermoord werd. Deze oorlog bleef nog doorgaan tot 1996.

## Inhoud

### Waarnemingen
De Veiligheidsraad bemerkte de vooruitgang bij de oprichting van een overgangsregering en de vertraging in de uitvoer van het vredesakkoord in Liberia. Ook was men opnieuw beginnen vechten, wat negatieve gevolgen had voor de ontwapening, hulpverlening en de ontheemden. Het uitvoeringsschema van het vredesakkoord was aangepast.
De verkiezingen stonden nu gepland voor tegen 7 september.

### Handelingen
De Veiligheidsraad verlengde het mandaat van UNOMIL tot 22 oktober. Wel zouden de situatie in Liberia en de rol van de VN daarin tegen 18 mei herzien worden op basis van de installatie van de staatsraad van de overgangsregering en vooruitgang in de ontwapening en het vredesproces. Tegen 30 juni zou opnieuw een herziening plaatsvinden, deze keer inzake de werking van de overgangsregering, de ontwapening en demobilisatie en de voorbereiding van de verkiezingen.
Alle partijen werden opgeroepen de vijandelijkheden te staken en te werken aan de ontwapening, de installatie van de overgangsregering en vooral een kabinet en een nationale assemblee zodat er kan worden bestuurd. Ook moesten ze zorgen dat overal in het land hulpgoederen konden worden geleverd en de veiligheid van UNOMIL verzekeren.
De lidstaten werden aangemoedigd ECOMOG financieel bij te springen zodat de Afrikaanse troepenleveranciers ervan versterkingen konden sturen. Verder werd de hulpverlening die zij leverden geprezen en werden de inspanningen van de secretaris-generaal voor een dialoog verwelkomd.

## Verwante resoluties
- Resolutie 856 Veiligheidsraad Verenigde Naties (1993)
- Resolutie 866 Veiligheidsraad Verenigde Naties (1993)
- Resolutie 950 Veiligheidsraad Verenigde Naties
- Resolutie 972 Veiligheidsraad Verenigde Naties (1995)

Lijst ·  893 ·  894 ·  895 ·  896 ·  897 ·  898 ·  899 ·  900 ·  901 ·  902 ·  903 ·  904 ·  905 ·  906 ·  907 ·  908 ·  909 ·  910 ·  911 ·  912 ·  913 ·  914 ·  915 ·  916 ·  917 ·  918 ·  919 ·  920 ·  921 ·  922 ·  923 ·  924 ·  925 ·  926 ·  927 ·  928 ·  929 ·  930 ·  931 ·  932 ·  933 ·  934 ·  935 ·  936 ·  937 ·  938 ·  939 ·  940 ·  941 ·  942 ·  943 ·  944 ·  945 ·  946 ·  947 ·  948 ·  949 ·  950 ·  951 ·  952 ·  953 ·  954 ·  955 ·  956 ·  957 ·  958 ·  959 ·  960 ·  961 ·  962 ·  963 ·  964 ·  965 ·  966 ·  967 ·  968 ·  969